# Copa Intercontinental d'hoquei sobre patins masculina 1992
La sisena edició de la Copa Intercontinental d'hoquei patins masculina es disputà el març de 1992 a Sertãozinho, Brasil.
En aquesta edició es disputà directament una final a doble partit entre els vencedors d'Europa i de Sud-amèrica. El campió fou l'OC Barcelos de Portugal.

## Resultats
| Sertãozinho HC | 1-2 | OC Barcelos |
| Sertãozinho HC | 3-7 | OC Barcelos |